# Günter Nauheimer
Günter Nauheimer (* 30. Mai 1940) ist ein ehemaliger deutscher Fußballspieler, der von 1959 bis 1963 in den Oberligen Süd und West 66 Spiele mit elf Toren absolviert hat.

## Laufbahn

### Oberliga, 1959 bis 1963
Als 19-jähriges Stürmertalent eröffnete Günter Nauheimer in der Runde 1959/60 bei den Schwarzblauen vom FSV Frankfurt seine Laufbahn in der Oberliga Süd. In seinem Debütjahr belegte die Mannschaft vom Stadion am Bornheimer Hang den neunten Rang und der noch als Amateur spielende Stürmer hatte an der Seite des routinierten Mittelstürmers Berthold Buchenau dazu in 28 Einsätzen sieben Treffer beigesteuert. In der zweiten Saison rutschten die „Bernemer“ auf den 12. Rang ab und Nauheimer nahm im Sommer 1961 das Angebot des Karlsruher SC an und wechselte nach Baden.
Der erste Spieltag der Runde 1961/62 am 6. August 1961 führte den KSC mit seinen neuen Angreifern „Jupp“ Marx und Günter Nauheimer ausgerechnet nach Bornheim zum FSV Frankfurt. Der FSV gewann gegen den Favoriten aus Karlsruhe mit 1:0. Den Starterfolg konnten aber die Frankfurter nicht zu einem konstanten Rundenverlauf nutzen, der FSV stieg 1961/62 als Vorletzter der Tabelle aus der Oberliga Süd ab. Aber auch für den Neu-Karlsruher Nauheimer verlief diese Runde unglücklich: er kam nur zu drei Einsätzen und wechselte nach einem sportlich enttäuschenden Jahr im badischen zum Wuppertaler SV in die Oberliga West.
Für den Aufsteiger aus dem Bergischen Land lief es im letzten Jahr der Oberliga nicht gut. Trainer Robert Gebhardt konnte lediglich mit den Mannen vom Stadion am Zoo den 15. Rang belegen und damit waren Gedanken an die neue Fußball-Bundesliga nicht angebracht. Günter Nauheimers persönliche Bilanz mit neun Einsätzen und zwei Toren fiel auch bescheiden aus. Im Gegensatz dazu hatte der Ex-Stürmer aus Frankfurt mit dem WSV im DFB-Pokal 1963 ein Erfolgserlebnis vorzuweisen. In der ersten Hauptrunde trat Wuppertal beim KSV Hessen Kassel an und das Spiel endete 2:2-Unentschieden nach Verlängerung. Nauheimer stürmte auf Linksaußen und erzielte die 2:0-Führung für den WSV. Auch beim 3:0-Erfolg im Wiederholungsspiel zählte er zu den Torschützen. Beim Viertelfinalspiel gelang ihm beim 1:0-Sieg gegen den Vizemeister aus dem Südwesten, Borussia Neunkirchen, zwar kein Treffer, aber am Einzug in das Halbfinale war er als Flügelstürmer aktiv beteiligt. Am 7. August 1963 hatte es Nauheimer im Halbfinalspiel mit Gerhard Krug auf Seiten des Hamburger SV auf der rechten Verteidigerposition zu tun. Die Mannen um Uwe Seeler setzten sich knapp mit 1:0 im Stadion am Zoo durch und holten sich am 14. August den DFB-Pokal mit 3:0 gegen Borussia Dortmund. Die Pokalspiele brachten die Blau-Roten in gute Form für die erste Runde Regionalliga West 1963/64. Auf dem Flügel absolvierte Günter Nauheimer 27 Spiele mit vier Toren und der WSV holte sich hinter Alemannia Aachen die Vizemeisterschaft im Westen. Damit konnte man in der Bundesliga-Aufstiegsrunde um den Einzug in das Oberhaus kämpfen, war die überwiegende Meinung im Fußball-Westen. Lediglich die Qualifikationsspiele gegen den Südwest-Vize FK Pirmasens waren davor noch zu bestreiten. Beide Begegnungen verlor der WSV und Pirmasens zog in die Aufstiegsrunde 1964 ein. Günter Nauheimer verließ daraufhin Wuppertal und den deutschen Vertragsfußball.

### Auswahlspiele
Zu Beginn seiner ersten Vorrunde in der Oberliga Süd, im September 1959, wurde der junge Stürmer des FSV Frankfurt in die deutsche Fußballnationalmannschaft der Amateure berufen. Beim 2:0-Erfolg der DFB-Amateure am 16. September 1959 in Berlin beim deutsch-deutschen Ausscheidungsspiel zur Olympiaqualifikation gegen die DDR-Elf bot DFB-Trainer Georg Gawliczek Günter Nauheimer als Halblinks auf. Er bildete mit Gert Dörfel vom Hamburger SV den linken Flügel. Acht Tage später beim Rückspiel in Düsseldorf – wiederum gewannen die Schützlinge von Trainer Gawliczek – musste er dem Leverkusener Heinz Höher den Vortritt lassen und saß auf der Reservebank. Beide Spiele werden in der offiziellen DFB-Statistik nicht geführt.
Durch seinen Einsatz am 18. April 1960 in Warschau beim Olympiaqualifikationsspiel gegen Polen wurde Nauheimer dann doch noch zum Nationalspieler bei den DFB-Amateuren. Die Mannschaft um Spielführer Herbert Schäfer verlor das Spiel mit 1:3, und Polen setzte sich in der Qualifikation durch.